# Sungai Ambat
Sungai Ambat is een bestuurslaag in het regentschap Indragiri Hilir van de provincie Riau, Indonesië. Sungai Ambat telt 1476 inwoners (volkstelling 2010).